# Liste des localités du Kosovo
Cet article présente une liste des localités du Kosovo. Le nom des localités est donné en albanais et en serbe, deux des langues officielles du Kosovo. Les localités sont classées par district et, à l'intérieur du district, dans la municipalité (ou commune) à laquelle elles appartiennent ; cette classification est la classification officielle de la république de Serbie qui, comme une partie de la communauté internationale, n'a pas reconnu l'indépendance du Kosovo.

## District de Prishtinë/Pristina(MINUK) oudistrict de Kosovo(Serbie)
- Commune/municipalité de Prishtinë/Pristina (MINUK) ou Ville de Prishtinë/Pristina  (Serbie) : Hajvali/Ajvalija, Hajkobillë/Ajkobila, Badovc/Badovac, Ballaban/Balaban, Barilevë/Bariljevo, Besi/Besinje, Busi/Businje, Vranidoll/Vrani Do, Gllogovicë/Glogivica, Bërnicë e Epërme/Gornja Brnjica, Graçanicë/Gračanica, Grashticë/Graštica, Dabishevc/Dabiševac, Devet Jugoviq/Devet Jugovića, Bërnica i Ultë/Donja Brnjica, Dragoc/Dragovac, Drenoc/Drenovac, Zlatare/Zlatare, Keçekollë/Kačikol, Kolovicë/Kojlovica, Koliq/Kolić, Kukavicë/Kukavica, Llapllasellë/Laplje Selo, Lebanë/Lebane, Llukar/Lukare, Makoc/Makovac, Marevc/Marevce (Pristina), Matiçan/Matičane, Mramor/Mramor, Nishevc/Niševce, Novosellë/Novo Selo, Orlloviq/Orlović, Preoc/Preoce, Prishtinë/Pristina, Prapashticë/Propaštica, Prugoc/Prugovac, Radashec/Radoševac, Rimanishtë/Rimanište, Siqevë/Sićevo, Slivovë/Slivovo, Sofali/Sofalija, Shushicë/Sušica, Teneshdoll/Teneš Do, Trudë/Trudna, Caglavica/Čaglavica, Sharban/Šarban et Shashkoc/Šaškovac.

- Commune/municipalité de Gllogovc/Glogovac : Baicë/Banjica, Beriša, Vasilevë/Vasiljevo, Vërboc/Vrbovac, Vuçak/Vučak, Gllanasellë/Gladno Selo, Globarë/Globare, Gllogovc/Glogovac, Godancë/Godance, Korroticë e Epërme/Gornja Koretica, Fushticë e Epërme/Gornja Fuštica, Abri e Epërme/Gornje Obrinje, Zabel i Epërm/Gornji Zabelj, Gradicë/Gradica, Dobroshec/Dobroševac, Domanek/Domanek, Korroticë e Ulët/Donja Koretica, Fushticë e Ulët/Donja Fuštica, Zabel i Ulët/Donji Zabelj, Kishnarekë/Kišna Reka, Komoran/Komorane, Krajkovë/Krajkovo, Llapushnik/Lapušnik, Likoshan/Likošane, Negroc/Negrovce, Nekoc/Nekovce, Cikatovë e Re/Novo Čikatovo, Arllat/Orlate, Poklek, Polluzhë/Poluža, Sankoc/Stankovce, Çikatovë e Vjetër/Staro Čikatovo, Tërdevc/Trdevac, Trpeza, Tërstenik/Trstenik, Shtrubullovë/Štrbulovo et Shtuticë/Štutica.

- Commune/municipalité de Fushë Kosovë/Kosovo Polje: Harilaç/Ariljača, Batushë/Batuse, ?/Bresje, Sllatinë e Madhe/Velika Slatina, Bardh i Madh/Veliki Belaćevac, Vragoli/Vragolija, Miradi e Epërme/Gornje Dobrevo, Lismir/Dobri Dub, Miradi e Poshtme/Donje Dobrevo, Graboc i Poshtëm/Donji Grabovac, Henc/Ence, Fushë Kosovë/Kosovo Polje, Kuzmin/Kuzmin, Sllatinë e Vogël/Mala Slatina, Bardh i Vogël/Mali Belaćevac, ?/Nakarade, Pomazotin/Pomazatin et Uglar/Ugljare.

- Commune/municipalité de Lipjan/Lipljan: Androvac/Androvac, Banduliq/Bandulić, Baicë/Banjica, Brus/Brus, Bujancë/Bujance, Bukovicë/Bukovica, Varigovc/Varigovce, Dobrajë e Madhe/Velika Dobranja, Hallaç i Madh/Veliki Alaš, Ribar i Madh/Veliko Ribare, Vogaçicë/Vogačica, Vrellë (e Goleshit)/Vrelo, Vërshec/Vrševce, ?/Glavica, ?/Glanica, Gllogoc/Glogovce, Vrellë e Goleshit/Goleško Vrelo, Gushtericë e Epërme/Gornja Gušterica, Gadime e Epërme/Gornje Gadimlje, Guvno Selo, Gumnasellë/Guvno Selo, Divlakë/Divljaka, Dobrotin/Dobratin, Gushtericë e Epërme/Donja Gušterica, Gadime e Ulët/Donje Gadimlje, Zllokuqan/Zlokućane, Janjevë/Janjevo, Kleçkë/Klečka, Kojskë/Konjsko, Konjuh/Konjuh, Kraishtë/Krajište, Krajmirovc/Krajmirovce, Leletiq/Laletić, Lepinë/Lepina, Livagjë/Livađe, Lipjan/Lipljan, Lipovicë/Lipovica, Llugë/Lug, Llugaxhi/Lugadžija, Magurë/Magura, Dobrajë e Vogël/Mala Dobranja, Hallaç i Vogël/Mali Alaš, Grackë e Vogël/Malo Gracko, Ribar i Vogël/Malo Ribare, Marevc/Marevce, Medvec/Medvece, Mirenë/Mirena, Babush i Muhaxherëve/Muhadžer Babuš, Rufc i Ri/Novo Rujce, Akllap/Oklap, Okosnicë/Okosnica, Plitkoviq/Plitković, Poturoc/Poturovce, Ruboc/Rabovce, Radevë/Radevo, Resinoc/Rusinovce, Shalë/Sedlare, Skullan/Skulanevo, Sllovi/Slovinje, Smallushë/Smoluša, Grackë e Vjetër/Staro Gracko, Rufc i Vjetër/Staro Rujce, Suhodoll/Suvi Do, Teqë/Teća, Topliqan/Topličane, Torinë/Torina, Trbovce, Breg i Zi/Crni Breg, Čelopek, Qylagë/Čučuljaga et Shisharkë/Šišarka.

- Municipalité d'Obiliq/Obilić: Hade/Ade, Babi Most/Babin Most, Bakshi/Bakšija, Breznicë/Breznica, Graboc i Epërm/Gornji Grabovac, Dobrosellë/Dobro Selo, Kryshec/Kruševac, Llazarevë/Lazarevo, Leskovcic/Leskovčić, Mazgit/Mazgit, Miloshevë/Miloševo, Obiliq/Obilić, Plemetin/Plemetina, Raskovo/Raskovo, ?/Rudnik Kosovo, Siboc/Sibovac, Hamidi/Hamidija, Caravodicë/Crkvena Vodica et Shipitullë/Šipitula.

- Commune/municipalité de Podujevë/Podujevo: Halabak/Alabak, Bajçinë/Bajčina, Balloc/Balovac, Barainë/Baraina, Batllavë/Batlava, Bellopojë/Belo Polje, Bllatë/Blato, Bradash/Bradaš, Brainë/Braina, Bërvenik/Brevnik, Brecë/Brece, Burincë/Burince, Velikarekë/Velika Reka, Glavnik/Glavnik, Godishnjak/Godišnjak, Dumnica e Epërme/Gornja Dubnica, Llapashticë e Epërme/Gornja Lapaštica, Pakashticë e Epërme/Gornja Pakaštica, Lupq i Epërm/Gornje Ljupče, Siboc i Epërm/Gornji Sibovac, Gërdovc/Grdovac, Dvorishtë/Dvorište, Dobërdol/Dobri Do, Dobratin/Dobrotin, Dumnicë e Poshtme/Donja Dubnica, Llapashticë e Poshtme/Donja Lapaštica, Pakashticë e Poshtme/Donja Pakaštica, Lupq i Poshtëm/Donje Ljupče, Siboc i Poshtëm/Donji Sibovac, Dyz/Duz, Dumosh/Dumoš, Zhiti/Žitinje, Zakut/Zakut, Kalaticë/Kaljatica, Kaçibeg/Kačibeg, Sallabajë/Kisela Banja, Kunushec/Konjuševac, Kërpimeh/Krpimej, Krushevicë/Kruševica, Lladoc/Ladovac, Llaushë/Lauša, Letanc/Letance, Livadicë/Livadica, Llugë/Lug, Lluzhan/Lužane, Muhazob/Mazap, Majanc/Majance, Metergoc/Medregovac, Merdar/Merdare, Metehi/Metohija, Miroc/Mirovac, Murgull/Murgula, Obrançë/Obrandža, Orllan/Orlane, Pollatë/Palatna, Penduhë/Penduha, Peran/Perane, Podujevë/Podujevo, Popovë/Popovo, Potok/Potok, Përpellac/Prepolac, Radujevë/Radujevac, Rakinicë/Rakinica, Revuç/Revuće, Repë/Repa, Reçicë/Rečica, Sfeçël/Svetlje, Sylevicë/Siljevica, Sllatinë/Slatina, Surdull/Surdula, Surkish/Surkiš, Tërnavë/Trnava, Tërnavicë/Trnavica, Turuçicë/Turučica, Hërticë/Hrtica, Shakovicë/Šajkovac, Sajkovc/Šakovica et Shtedim/Štedim.

- Commune/municipalité de Novobërdë/Novo Brdo : Bostan/Bostane, Zebincë/Zebince, Izvor/Izvor, Jasenovik/Jasenovik, Kllobukar/Klobukar, Llabjan/Labljane, Manishincë/Manišince, Novobërdë/Novo Brdo, Prekoc/Prekovce et Tërniqec/Trnićevce.

## District de Ferizaj/Uroševac(MINUK) oudistrict de Kosovo(Serbie)
- Commune/municipalité de Ferizaj/Uroševac : Bablak/Babljak, Balaj/Balić, Bibë/Biba, Burnik/Burnik, Varosh/Varoš Selo, Gatnjë/Gatnje, Nerodimja e Epërme/Gornje Nerodimlje, Grebën/Grebno, Gërlicë/Grlica, Dardani, Doganaj/Doganjevo, Nerodimqa e Ultë/Donje Nerodimlje, Dramjak/Dramnjak, Zaskok/Zaskok, Zllatar/Zlatare, Jezerc/Jezerce, Prelez i Jerlive/Jerli Prelez, Talinoc i Jerlive/Jerli Talinovac, Komogllavë/Kamena Glava, Kosin/Kosin, Kosharë/Košare, Lloshkobarë/Laškobare, Manastirc/Manastirce, Mirosalë/Mirosavlje, Prelez i Muhaxherëve/Muhadžer Prelez, Talinoc i Muhaxherëve/Muhadžer Talinovac, Muhaxher/Muhadžer, Muhoc/Muhovce, Nekodim, Mirash/Novi Miraš, Nekodim, Papaz/Papaz, Pleshinë/Plešina, Pojatë/Pojatište, Rakë/Raka, Rahovicë/Rahovica, Sazli/Sazlija, Svrcina/Svrčina, Sojevë/Sojevo, Softaj/Softović, Babush i Serbëve/Srpski Babuš, Mirash/Stari Miraš, Fshat i Vjetër/Staro Selo, Stojković, Tërn/Trn, Ferizaj/Uroševac et Cërnillë/Crnilo.

- Municipalité de Shtime / Štimlje : Belince, Vojinovce, Gornje Godance, Davidovce, Devetak, Donje Godance, Duga, Đurkovce, Zborce, Karačica, Lanište, Malopoljce, Mužičane, Petraštica, Petrović, Petrovo, Rance, Račak, Rašince, Topilo, Crnoljevo et Štimlje.

- Commune/municipalité de Kaçanik/Kačanik: Banjicë/Banjica, Begracë/Belograce, Biçec/Bičevac, Bob/Bob, Vata/Vata, Vërtomicë/Vrtolnica, Gabricë/Gabrica, Gajrë/Gajre, Glloboçicë/Globočica, Gorancë/Gorance, Mahalla e Hoxhajve/Gornja Gabrica, Gërlicë e Epërme/Gornja Grlica, Dimcë/Dimce, Doganaj/Doganović, Drenogllavë/Drenova Glava, Drobnjak/Drobnjak, Dubravë/Dubrava, Duraj/Dura, Han i Elezit/Đeneral Janković, Gjurgjedell/Đurđev Dol, Elezaj/Eleza, Ivajë/Ivaja, Kaçanik/Kačanik, Kovaçec/Kovačevac, Korbliq/Korbulić, Kotlinë/Kotlina, Krivenik/Krivenik, ?/Lanište, Neçac/Nećavce, Nikë/Nika, Nikovc/Nikovce,Palivodenicë/Palivodenica, Pustenik/Pustenik, Rezhancë/Režance, Rekë/Reka, Runjevë/Runjevo, Semajë/Semanje, Seçishtë/Sečište, Sllatinë/Slatina, Soponicë/Sopotnica, Stagovë/Stagovo, Kacaniku i Vjetër/Stari Kačanik et Strazhë/Straža.

- Municipalité de Shtërpca / Štrpce: Berevce, Brezovica, Brod, Viča, Vrbeštica, Gornja Bitinja, Gotovuša, Donja Bitinja, Drajkovce, Ižance, Jažince, Koštanjevo, Sevce, Sušiće, Firaja et Štrpce.

## District de Pejë/Peć
- Commune/municipalité d'Istog/Istok : *Banjë/Banja, Banjicë/Banjica, Llukac i Begut/Begov Lukavac, Belicë/Belica, Bellopojë/Belo Polje, Veriq/Verić, Vrellë/Vrelo, Dobrushë/Dobruša, Donji Istok, Dragolec/Dragoljevac, Drenë/Drenje, Dubravë/Dubrava, Gjurakovc/Đurakovac, Zakovë/Žakovo, Zhaq/Žač, Zablaće, Istog/Istok, Kaliçan/Kaličane, Kashicë/Kašica, Kovragë/Kovrage, Kosh/Koš, Kërninë/Krnjina, Llugë/Lugovo, Qubovo/Ljubovo, Lubizhdë/Ljubižda, Dubovë e vogël/Malo Dubovo, Mojstir/Mojstir, Muzhevinë/Muževine, Novi Verić, Ornobërdë/Orno Brdo, Osojan/Osojane, Polan/Poljana, Prekale/Prekale, Prigodë/Prigoda, Rakosh/Rakoš, Sinajë/Sinaje, Srbobran, Staradran/Starodvorane, Studenicë/Studenica, Suvi Lukavac/Llukac i Thatë, Suhogërllë/Suvo Grlo, Sushicë/Sušica, Tomanc/Tomance, Trubuhoc/Trbuhovac, Tuçep/Tučep, Ukqë/Ukča, Crkolez/Cërkolez, Carrallukë/Crni Lug, Cerrcë/Crnce et Shalinovicë/Šaljinovica.

- Commune/municipalité de Klinë/Klina : Balince, Berkovë/Berkovo, Binxhë/Biča, Bobovac, Bokshiq/Bokšić, Budisavc/Budisavci, Gjurgjevik i Madh/Veliki Đurđevik, Krushevë e Madhe/Veliko Kruševo, Videjë/Vidanje, Vlaški Drenovac, Volljak/Volujak, Vrmnica, Golubovac, Pjetërq i Epërm/Gornji Petrič, Grabanicë/Grabanica, Grabac, Grebnik/Grebnik, Deiq/Deič, Dobrovodë/Dobra Voda, Dobërdol/Dobri Dol, Dolac (Klinë)/Dolac, Dollovë/Dolovo, Pjetërq i Poshtëm/Donji Petrič, Drenoc/Drenovac, Dranashiq/Drenovčić, Dërsnik/Drsnik, Dugajevë/Dugonjive, Dush/Duš, Dush i Vogël/Dušević, Zabërgjë/Zabrđe, Novosellë Zaimovë/Zajmovo, Zllokuqan/Zlokućane, Gllarevë/Iglarevo, Jagodë/Jagoda, Jelovac, Jashanicë/Jošanica, Kijevo, Klinë/Klina, Klinac/Klinavac, Kpuz/Kpuz, Krnjince, Leskovac, Lozica, Gjurgjevik i Vogël/Mali Đurđevik, Krushevë e Vogël/Malo Kruševo, Mlečane, Nagllavë/Naglavci, Pločice, Pograđe, Përçevë/Prčevo, Radulovac, Renovac, Resnik, Rudicë/Rudice, Svrhë/Svrhe, Siqevë/Sićevo, Skorošnik, Stupë/Stup, Caravik/Cerovik, Crni Lug, Çabiq/Čabić, Qeskovë /Českovo, Qupevë/Čupevo et Shtupel/Štupelj.

- Commune/municipalité de Pejë/Peć : Rekë e Allagës/Alagina Reka, Babiq/Babiće, Baran/Barane, Belo Polje/Bellopojë, Blagajë/Blagaje, Bogë/Boge, Brezhanik/Brežanik, Brestovik/Brestovik, Broliq/Brolić, Buçan/Bučane, Jabllanicë e Madhe/Velika Jablanica, Shtupeq i Madh/Veliki Štupelj, Vitomirica/Vitomiricë, Vragovc/Vragovac, Vranoc/Vranovac, Gllaviçicë/Glavičica, Gllogjan/Glođane, Goraždevac/Gorazhdevc, Graboc/Grabovac, Dobërdol/Dobri Do, Drelaj/Drelje, Dubovë/Dubovo, Dubočak, Dugaivë/Duganjive, Zagrmle/Zagrmlje, Zahaq/Zahać, Zllopek/Zlopek, Jabllanicë/Jablanica, Joshanicë/Jošanica, Klinçinë/Klinčina, Kosuriq/Kosurić, Kotradiq/Kotradić, Koshutan/Košutane, Kërstovc/Krstovac, Krushevc/Kruševac, Kuqishtë/Kućište, Llabjan/Labljane, Laz Belopać, Lipë/Lipa, Loxhë/Lođa, Lozhanë/Ložane, Lugađija, Ljevoša, Leshan/Lješane, Lubeniq/Ljubenić, Qutogllavë/Ljutoglava, Jabllanicë e Vogël/Mala Jablanica, Shtupeli i Madh/Mali Štupelj, Maleviq/Maljeviće, Milanovac, Nabërgje/Nabrđe, Nakllë/Naklo, Nepolje, Novi Raušić, Novosellë/Novo Selo, Ozrim/Ozrim, Osoje, Pašino Selo, Pepiq/Pepiće, Pejë/Peć, Pishtan/Pištane, Pllavlane/Plavljane, Poçeshqe/Počešće, Radavc/Radavac, Raushiq/Raušić, Rashiq/Rašić, Romunë/Romune, Rosulë/Rosulje, Ruhot/Ruhot, Svrkë/Svrke, Siga/Sigë, Tërboviq/Trebović, Tërstenik/Trstenik, Turjak/Turjak, Ãushkë/Ćuška, Hoxhoviq/Hadžovići, Breg i Zi/Crni Vrh, Çallopek/Čelopek, Čungur et Shkrel/Škrelje.

## District de Gjakovë/Đakovica(MINUK) oudistrict de Pejë/Peć(Serbie)
- Commune/municipalité de Gjakovë/Đakovica: Babaj i Bokës/Babaj Boks, Bardonić, Bardhasan/Bardosan, Botushë/Batuša, Berjahë/Berjak, Bec/Bec, Bishtrazhin/Bistražin, Brekovac/Brekovac, Brovinë/Brovina, Vogocë/Vogovo, Vraniq/Vranić, Goden/Goden, Novosellë e Epërme/Gornje Novo Selo, Gërgoc/Grgoc, Gërqina/Grčina, Guskë/Guska, Dalašaj, Damjan/Damjane, Devë/Deva, Doblibarë/Doblibare, Dobriqë/Dobrić, Dobroš, Dolj, Novosellë e Poshtmë/Donje Novo Selo, Donji Biteš, Dužnje, Dujakë/Dujak, Gjakovë/Đakovica, Hereç/Ereč, Zhabel/Žabelj, Zhdrellë/Ždrelo, Zhub/Žub, Zulfaj/Zulfaj, Jabllanicë/Jablanica, Janosh/Janoš, Jahoc/Jahoc, Kodralija-Beckë/Kodralija, Korenicë/Korenica, Koshare/Košare, Kralanë/Kraljane, Kusar, Kushavec/Kuševac, Lipovec/Lipovac, Lugađija, Ljugbunar, Marmullë/Marmule, Orizë/Meja Orize, Meqë/Meća, Moglica/Moglica, Molliq/Molić, Morina, Nec, Nivokaz, Osek Pashë/Osek Paša, Osek Hylë/Osek Hilja, Palabardhë/Paljabarda, Pacaj, Pjetërshan/Petrušan, Pljančor, Ponoshec/Ponoševac, Popovc/Popovac, Radoniq/Radonjić, Rakovina, Rakoc/Rakoc, Ramoc/Ramoc, Rracaj/Racaj, Racë/Rača, Raškoc, Ripaj Madanaj, Rogova I/Rogovo I, Rogovë II/Rogovo II, Zidi Sadikagës/Sadikagin Zid, Skivjan/Skivjane, Smaçë/Smać, Smolicë/Smonica, Sopot, Stubell/Stubla, Trakaniq/Trakanić, Ćerim, Ujez/Ujz, Firaja, Firzë/Firza, Cërmjan/Crmljane, Sheremet/Šeremet et Shishman I Bokes/Šišman.

- Commune/municipalité de Deçan/Dečani : Baballoq/Babaloć, Belaje, Beleg/Beleg, Voksh/Vokša, Gllogjan/Glođane, Gornja Luka, Ratish i Epërm/Gornji Ratiš, Strellc i Epërm/Gornji Streoc, Carrabreg i Epërm /Gornji Crnobreg, Gramacel/Gramočelj, Dashinovc/Dašinovac, Deçan/Dečani, Donja Luka, Ratishi i Ultë/Donji Ratiš, Strellci i Ultë/Donji Streoc, Donji Crnobreg, Drenovc/Drenovac, Dubovik/Dubovik, Dubrava, Jasiq-Gjocaj/Đocaj, Istinic/Istinić, Jasiq-Gjocaj/Jasić, Junik/Junik, Kodrali/Kodralija, Loćane, Lubushe/Ljubuša, Lumbardh/Ljumbarda, Maznik/Maznik, Mali Vranovac, Papiqi/Papić, Papracane/Papraćane, Pobërgjë/Pobrđe, Pozhar/Požar, Prekoluka, Prelep/Prilep, Rastavicë/Rastavica, Rrzniq/Rznić, Sllup/Slup, Hulaj/Huljaj et Shaptej/Šaptelj.

- Commune/municipalité de Rahovec/Orahovac : Bellacrkvë/Bela Crkva, Bratotin/Bratotin, Brestovc/Brestovac, Brnjaq/Brnjača, Bublje, Krushë e Madhe/Velika Kruša, Velika Hoča/Hoca i Madhe, Vranjak/Vranjak, Gegjë/Gedža, Goračevo, Gorić, Potoçani i Epërm/Gornje Potočane, Damnjan/Danjane, Dobridoll/Dobri Dol, Domanek, Potoçani i Ultë/Donje Potočane, Dragobilje, Dranovc/Drenovac, Zatriq/Zatrić, Zoçishtë/Zočište, Xërxë/Zrze, Jančište, Jović, Koznik/Koznik, Kramovik/Kramovik, Labučevo, Ljubižda, Mađare, Hoca e Vogël/Mala Hoča, Mališevo, Milanović, Miruša, Moralija, Mrasor/Mrasor, Nashpal/Našpale, Nogavc/Nogavac, Opterushë/Opteruša, Rahovec/Orahovac, Ostrozub, Pagaruša, Petkoviq/Petković, Polluzhë/Poluža, Ponorac, Pustosellë/Pusto Selo, Radostë/Radoste, Ratkovc/Ratkovac, Retimlë/Retimlje, Sanovc/Sanovac, Saroš, Sopniq/Sopnić, Turjak, Celin/Celina, Crnovrana, Çifllëk/Čiflak et Čupevo.

## District de Prizren
- Commune/municipalité de Dragaš[2] : Bačka/Bačka, Brod/Brod, Vranishtë/Vranište, Glloboçica I/Globočica I, Rapca/Gornja Rapča, Dikance/Dikance, Rapca/Donja Rapča, Kërstac/Donji Krstac, Dragash/Dragaš, Zlipotok/Zli Potok, Krushevc/Kruševo, Kukulan/Kukuljane, Leshtan/Leštane, Lubovishtë/Ljubovište, Mlikë/Mlike, Orushë/Orčuša, Radeshë/Radeša, Restelicë/Restelica, Bellobradë/Belobrod, Blaq/Bljač, Breznë/Brezna, Brodosanë/Brodosavce, Brrut/Brut, Buça/Buća, Buzec/Buzec, Glloboçica II/Globočica II, Zaplluzhë/Zaplužje, Zgatar/Zgatar, Zym/Zum, Xërxë/Zrze, Kapër/Kapra, Kosovce/Kosovce, Kuklibeg/Kuklibeg, Kukovc/Kukovce, Plajnik/Planik, Plava/Plava, Rence/Rence et Shajnovc/Šainovce.

- Commune/municipalité de Prizren : Atmagjë/Atmađa, Belobrod, Bilushë/Biluša, Bljač, Brezna, Brodosavce, Brut, Buzec, Buča, Velezh/Veleža, Vllashnjë/Vlašnja, Vërbiçan/Vrbičane, Vërbnicë/Vrbnica, Sërbicë e Epërme/Gornja Srbica, Lubiwa e Epërme/Gornje Ljubinje, Gorjna Sell/Gornje Selo, Gorzhuh/Gorožup, Grazhdanik/Graždanik, Granqar/Grnčare, Dedaj/Dedaj, Dobrušte, Dojnicë/Dojnice, Sërbica e Ultë/Donja Srbica, Lubiwa e Ultë/Donje Ljubinje, Drajçiq/Drajčići, Dushanovë/Dušanovo, Gjonaj/Đonaj, Zivinjan/Živinjane, Zhur/Žur, Zaplužje, Zgatar, Zym/Zjum Opoljski, Zym/Zjum Has, Zojiq/Zojić, Zrze, Jabllanicë/Jablanica, Jeshkovë/Ješkovo, Kabash/Kabaš, Kabash i Hasit/Kabaš Has, Kapra, Karashëngjergj/Karašinđerđ, Kobanjë/Kobanja, Kojushë/Kojuš, Korish/Koriša, Kosovce, Krajkë/Krajk, Kuklibeg, Kukovce, Kushnik/Kušnik, Kushtendil/Kuštendil, Landovicë/Landovica, Lez/Lez, Leskovc/Leskovac, Llokvic/Lokvica, Lubizhdë/Ljubižda, Lubizhde e Hasit I/Ljubižda Has I, Lubizhde e Hasit II/Ljubižda Has II, Lubiqevë/Ljubičevo, Lukinjaj/Ljukinaj, Qutogllavë/Ljutoglav, Mazrekë/Mazrek, Krusha e Vogël/Mala Kruša, Mamushë/Mamuša, Manastiricë/Manastirica, Medevc/Medvece, Milaj/Miljaj, Muradem, Mushnikovë/Mušnikovo, Nashec/Našec, Nebregosht/Nebregošte, Nova Šumadija, Novak/Novake, Novosellë/Novo Selo, Petrovosellë/Petrovo Selo, Piran/Pirane, Plava, Plajnik, Planejë/Planeja, Pllanjan/Planjane, Poslishtë/Poslište, Pousko, Prizren/Prizren, Randubravë/Randubrava, Rence, Recan/Rečane, Romajë/Romaja, Skorobishtë/Skorobište, Smaçë/Smać, Sredska/Sredskë, Struzhë/Stružje, Trepetincë/Trepetinca, Tupec/Tupec, Hoqa e Zagragjës/Hoča Zagradska, Caparc/Caparce, Šajinovac, Škoza et Shpinadijë/Špinadija.

- Commune/municipalité de Suhareka/Suva Reka : Banja, Belanica, Bllacë/Blace, Budakovë/Budakovo, Bukosh/Bukoš, Vraniq/Vranić, Vërshevc/Vrševce, Gilanc/Geljance, Krushicë e Epërme/Gornja Krušica, Grejkovc/Grejkovce, Grejçevc/Grejčevce, Guncat, Dvoran/Dvorane, Delovc/Delovce, Dobrodelan/Dobrodeljane, Krushica e Ultë/Donja Krušica, Dubravë/Dubrava, Dulë/Dulje, Gjinoc/Đinovce, Javor/Javor, Kostërc/Kostrce, Kravoserija, Ladrovac, Ladrović, Leshan/Lešane, Lluzhinicë/Lužnica, Maçitevë/Mačitevo, Movlan/Movljane, Mushitishtë/Mušutište, Neprebishtë/Neprebište, Nishor/Nišor, Papaz/Papaz, Peqan/Pećane, Popovlan/Popovljane, Rashtan/Raštane, Reqan/Rečane, Savrovë/Savrovo, Samodrezh/Samodraža, Sallogragjë/Selogražde, Semetishtë/Semetište, Senik, Sllapuzhan/Slapužane, Sopin/Sopina, Staravuqin/Stara Vučina, Studençan/Studenčane, Suharekë/Suva Reka, Topličane, Tërnjë/Trnje, Tumičina et Ãajdrak/Čajdrak.

- Commune/municipalité de Malishevë/Mališevo : Balince/Balince, Banjë/Banja, Belanicë/Belanica, Berishat/Beriša, Bobovc/Bobovac, Bublë/Bublje, Caralug/Crni Lug, Cërnovran/Crnovrana, Domanek/Domanek, Dragobilë/Dragobilje, Gollubovc/Golubovac, Gorishë/Goric, Guncat/Guncat, Janqishtë/Jančište, Joviq/Jović, Kijevë/Kijevo, Kravoserë/Kravoserija, Labuþevë/Labućevo, Lladrovc/Ladrovac, Lladroviq/Ladrović, Llozicë/Lozica, Lubizhe/Ljubižde, Madajrë/Mađare, Malishevë/Mališevo, Millanoviq/Milanović, Mirushë/Miruša, Mleqan/Mlečane, Morali/Moralija, Ostrozub/Ostrozub, Pagarushë/Pagaruša, Plloçicë/Pločice, Ponorac/Ponorac, Senik/Senik, Skorashnik/Skorošnik, Tërpezë/Trpeza, Tumiçin/Tumičina, Turjak/Turjak, Vërmnicë/Vrmnica et Vllashkidrenovc/Vlaški Drenovac.

## District de Mitrovicë/Kosovska Mitrovica
- Commune/municipalité de Vučitrn: Balincë/Balince, Banjskë/Banjska, Beçuk/Benčuk, Beçiq/Bečić, Bivolak/Bivoljak, Boshlan/Bošljane, Brusnik/Brusnik, Bukosh/Bukoš, Velikarekë/Velika Reka, Vesekovc/Vesekovce, Viljance, Vërnicë/Vrnica, Vushtrri/Vučitrn, Galicë/Galica, Gllavatin/Glavotina, Gojbulë/Gojbulja, Dumnica Llugave/Gornja Dubnica, Studimla e Epërme/Gornja Sudimlja, Stanovci i Epërm/Gornje Stanovce, Gornji Svračak, Gracë/Grace, Gumnishtë/Gumnište, Dobrilluk/Dobra Luka, Dolak/Doljak, Dumnica i Poshtme/Donja Dubnica, Studimla e Poshtmë/Donja Sudimlja, Stanovci i Poshtëm/Donje Stanovce, Svaraçaku i Poshtëm/Donji Svračak, Dërvar/Drvare, Dubovc/Dubovac, Zhilivodë/Žilivoda, Zagorje/Zagorje, Jezere/Jezero, Karaçe/Karače, Kollo/Kolo, Kunovik/Kunovik, Kurillovë/Kurilovo, Dumenica e Llugave/Lug Dubnica, Mavrić, Mihaliq/Mijalić, Miraqë/Miroče, Novolan/Nevoljane, Nadakovc/Nedakovac, Novosellë Begëve/Novo Selo Begovo, Novosellë Magjun/Novo Selo Mađunsko, Okrashticë/Okraštica, Oshlan/Ošljane, Pantinë/Pantina, Pasomë/Pasoma, Pestovë/Pestovo, Priluzhë/Prilužje, Resnik/Resnik, Ropicë/Ropica, Samadrexhë/Samodreža, Skoçnë/Skočna, Skrovnë/Skrovna, Sllakovc/Slakovce, Sllatinë/Slatina, Smrekovnicë/Smrekovnica, Strovc/Strovce, Taraxhë/Taradža, Tërlabuq/Trlabuć, Hercegovë/Hercegovo, Ceceli/Cecelija, Shalë/Šalce, Shlivovicë/Šljivovica et Shtitaricë/Štitarica.

- Municipalité de Zveçan / Zvečan : Banov Do, Banjska, Banjska Reka, Banjski Suvi Do, Boljetin, Bresnica, Valač, Veliko Rudare, Vilište, Grabovac, Grižani, Doljane, Žaža, Žerovnica, Žitkovac, Zvečan, Izvori, Jankov Potok, Joševik, Kamenica, Korilje, Kula, Lipa, Lipovica, Lovac, Lozište, Lokva, Mali Zvečan, Malo Rudare, Matica, Meki Do, Oraovica, Rudine, Sendo et Srbovac.

- Municipalité de Zubin Potok: Babiće, Babudovica, Banja, Bojnoviće, Brnjak, Bube, Burlate, Velika Kaludra, Velji Breg, Vitakovo, Vojmisliće, Vrba, Vukojeviće, Vukosavljeviće, Gazivode, Gornje Varage, Gornji Jasenovik, Gornji Strmac, Dobroševina, Donje Varage, Donji Jasenovik, Dragalica, Drainoviće, Dren, Žarevi, Zagrađe, Zagulje, Zečeviće, Zubin Potok, Zupče, Jabuka, Jagnjenica, Junake, Kijevce, Klečke, Kobilja Glava, Kovače, Kozarevo, Kopiloviće, Krligate, Ledenik, Lučka Reka, Mala Kaludra, Međeđi Potok, Oklace, Padine, Paruci, Prevlak, Prelez, Preseka, Pridvorica, Rančiće, Rezala, Rujište, Tušiće, Ugljare, Crepulja, Čabra, Čečevo, Češanoviće, Čitluk, Šipovo et Štuoce.

- Commune/municipalité de Mitrovicë/Kosovska Mitrovica : Bajgorë/Bajgora, Barë/Bare, Bataire/Bataire, Braboniq/Brabonjić, Vaganicë/Vaganica, Kçiq i Madh/Veliki Kičić, Vidomiriq/Vidomirić, Vidishiq/Vidušić, Vllahinjë/Vlahinje, Vërbnicë/Vrbnica, Gornje Vinarce, Zabari i Epërm/Gornje Žabare, Rashan/Gornje Rašane, Suvidoll/Gornji Suvi Do, Gušavac, Dedinje/Dedinje, Vinarci i Ultë/Donje Vinarce, Zabari i Ultë/Donje Žabare, Rashan/Donje Rašane, Suvidoll/Donji Suvi Do, Zabrigjë/Zabrđe, Zasela, Zijaç/Zijača, Kaçanoll/Kačandol, Kovacica/Kovačica, Koprivë/Kopriva, Mitrovicë/Kosovska Mitrovica, Koshutovë/Košutovo, Kutlovc/Kutlovac, Lisica, Qustë/Ljušta, Magjerë/Mađare, Mazhiq/Mažić, Malo Kičiće, Melanica/Meljenica, Ovçare/Ovčare, Orahovë/Orahovo, Pirče, Prvi Tunel, Reka, Rrzhanë/Ržana, Svinjarë/Svinjare, Selancë/Seljance, Staritërg/Stari Trg, Stari Trg (selo), Stranë/Strana, Tërstenë/Trstena, Sipol/Šipolje et Supkovc/Šupkovac.

- Commune/municipalité de Leposavić/Leposaviq : Bare/Bare, Belo Brdo/Bellobrd, Beluće/Beluqe, Berberište/Berberistë, Bistrica/Bistricë, Bistricë e Shalës/Šaljska Bistrica, Borčane/Borçan, Borova/Borovë, Brzance, Cerajë/Ceranja, Ćirkoviće/Qirkoviq, Crnatovo/Crnatovë, Crveni/Crveni, Desetak, Dobrava/Dobravë, Donje Isevo/Isevci i Ultë, Donji Krnjin/Kërnjini i Ultë, Dren/Dren, Duboka, Gnježdane, Gornji Krnjin/Kërnini i Epërm, Graničane/Graniçan, Grkaje/Grkajë, Guvnište/Guvnishtë, Gulije, Ibarsko Postenje/Postenja e Ibrit, Jarinje, Jelakce/Jelakcë, Jošanica, Kajkovo/Kajkovë, Kamenica/Kamenicë, Kijevčiće/Kijevicë, Koporiće/Koporiqë, Kostin Potok, Koshutovë/Košutovo, Košutica, Kruščica, Kruševo, Kutnje/Kutnje, Lazine, Leposavić/Leposaviq, Lešak/Leshak, Lozno/Lloznë, Majdevo/Majdevë, Mekiniće, Miokoviće/Miokoviq, Mioliće, Mošnica/Moshnicë, Ostraće/Ostraqë, Plakaonica/Pllakanicë, Planinica, Popovce/Popovce, Potkomlje/Potomlë, Pridvorica/Pridvoricë, Rodelj, Rucmance, Rvatska/Rëvatskë, Seoce/Seocë, Slatina/Sllatinë, Sočanica/Soçanicë, Trebiće/Trebiqe, Trikose, Tvrđan, Ulije, Vitanoviće, Vračevo/Vraqevë, Vuča/Vuçë, Zabrđe, Zavrata, Zemanica/Zemanicë et Zrnosek.

- Commune/municipalité de Skënderaj/Srbica : Baks/Baks, Banja/Banjë, Broç/Broćna, Vitak/Vitak, Voçnjak/Voćnjak, Klinë e Epërme/Gornja Klina, Prekaz i Epërm/Gornje Prekaze, Obiliq i Epërm/ Gornji Obilić, Klina e Ultë/Donja Klina, Obriwa i Ultë/Donje Obrinje, Prekazi i Ultë/Donje Prekaze, Obiliq i Ultë/Donji Obilić, Doshevc/Doševac, Izbic/Izbica, Klladërnicë/Kladernica, Kozhic/Kožica, Kostërc/Kostrc, Kotor/Kotore, Kralicë/Kraljice, Krasaliq/Krasalić, Krasmiroc/Krasmirovac, Krushevc/Kruševac, Kuçicë/Kućica, Llaushë/Lauša, Leoqin/Leočina, Likovc/Likovac, Lubovc/Ljubovac, Makërmal/Makrmalj, Marinë/Marina, Mikushnicë/Mikušnica, Murgë/Murga, Novosellë/Novo Selo, Ovçarevë/Ovčarevo, Padalishtë/Padalište, Plluzhinë/Plužina, Polac I Vjeter/Stare Poljance, Polac I Ri/Novo Poljance, Prelloc/Prelovac, Radishevë/Radiševo, Rakitnicë/Rakitnica, Rezallë/Rezala, Rudnik/Rudnik, Skenderaj/Srbica, Klinë e Mesme/Srednja Klina, Suvo Grlo/Suvogërll, Ticë/Tica, Tërnavë/Trnavce, Turiqevc/Turićevac, Tushil/Tušilje, Çirez/Ćirez, Çitak/Čitak et Çubrel/Čubrelj.

## District de Gjilan/Gnjilane(MINUK) oudistrict de Kosovo-Pomoravlje(Serbie)
- Commune/municipalité de Viti/Vitina : Ballancë/Balance, Beguncë/Begunce, Binaq/Binač, Buzovik/Buzovik, Godenci i Madh/Veliki Goden, Viti/Vitina, Vërban/Vrban, Vrbovac/Vrbovac, Vërnavokollë/Vrnavokolo, Vërnez/Vrnez, Budrikë e Epërme/Gornja Budrika, Sllatinë/Gornja Slatina, Stublla e Epërme/Gornja Stubla, Grmovo/Grmovo, Grnčar/Grncar, Gushica/Gušica, Debeldë/Debelde, Devajë/Devaja, Sllatinë/Donja Slatina, Stublla e Poshtme/Donja Stubla, Ramjan/Donje Ramnjane, Drobeshi/Drobeš, Gjylekar/Đelekare, Zhiti/Žitinje, Sadovinë e Jerlive/Jerli Sadovina, Kabash/|Kabaš, Klokot/Kllokot, Letnicë/Letnica, Lubishtë/Ljubište, Mijak/Mijak, Mogila/Mogila, Novosellë/Novo Selo, Podgorce/Podgorce, Pozharan/Požaranje, Ramnishtë/Ravnište, Radivojc/Radivojce, Ribnik/Ribnik, Smirë/Smira, Tërpezë e Madhe/Trpeza, Tërstenik/Trstenik, Sadovina e Çerkez/Čerkez Sadovina, Ciflak/Čiflak et Shashare/Šašare.

- Commune/municipalité de Gjilan/Gnjilane : Bilincë/Bilince, Bresalc/Brasaljce, Bukovik/Bukovik, Burincë/Burince, Velekincë/Velekince, Vladovë/Vladovo, Vlashticë/Vlaštica, Vrapçiq/Vrapčić, Vërbicë/Vrbica, Gadish/Gadiš, Gjilan/Gnjilane, Kusicë i Epërm/Gornje Kusce, Sllakovë i Epërm/Gornje Slakovce, Livoç i Epërm /Gornji Livoč, Makresh i Epërm/Gornji Makreš, Gumnište, Dobërçan/Dobrčane, Budriga i Ultë/Donja Budriga, Sllakovë i Ultë/Donje Slakovce, Livoçi i Ultë/Donji Livoč, Makresh i Ulët/Donji Makreš, Dragancë/Draganac, Dunav/Dunavo, Zhegovc/Žegovac, Vërbnica Zhegovc/Žegovačka Vrbica, Zhegër/Žegra, Inatoc/Inatovce, Kishnapolë/Kišno Polje, Kmetovc/Kmetovce, Koretishtë/Koretište, Kravaricë/Kravarica, Lipovicë/Lipovica, Llovcë/Lovce, Godeni i Vogël/Mali Goden, Malishevë/Mališevo, Mozgovë/Mozgovo, Muçibabë/Mučibaba, Nosale/Nosalje, Parllovë/Paralovo, Partesh/Parteš, Pasjak, Pasjan/Pasjane, Pidiq/Pidić, Pogragjë/Podgrađe, Ponesh/Poneš, Përlepnicë/Prilepnica, Sapar, Sllubicë/Slubica, Stanishor/Stanišor, Stançiq/Stančić, Strazhë/Straža, Stublilnë/Stublina, Uglar/Ugljare, Cërnicë/Cernica, Çelik/Čelik, Shillovë/Šilovo et Shurdhan/Šurlane.

- Commune/municipalité de Kamenicë/Kosovska Kamenica : Hajnovc/Ajnovce, Berivojcë/Berivojce, Bllatë/Blato, Bozhec/Boževce, Bolevc/Boljevce, Boscë/Bosce, Bratilloc/Bratilovce, Busavatë/Busovata, Bushincë/Bušince, Vaganesh/Vaganeš, Ropotova i Madhe/Veliko Ropotovo, Velegllavë e Epërme /Gornja Veljeglava, Velegllava e Ultë/Donja Veljeglava, Vruqevc/Vrućevce, Gllogovc/Glogovce, Gmicë/Gmince, Gogollovc/Gogolovce, Shipashnicë e Epërme/Gornja Šipašnica, Karaçevë i Epërm/Gornje Karačevo, Kormnjan i Epërm/Gornje Korminjane, Gragjenik/Građenik, Grizimë/Grizime, Daxhincë/Daždince, Dajkovc/Dajkovce, Desivojcë/Desivojce, Domorovc/Domorovce, Shipashnica i Ultë/Donja Šipašnica, Karaçevë i Ultë/Donje Karačevo, Kormnjani i Ultë/Donje Korminjane, Drenovc/Drenovce, Gjurishevc/Đuriševce, Zhujë/Žuja, Zajçevc/Zajčevce, Kolloleq/Kololeč, Kopernicë/Koprivnica, Koretin/Koretin, Kamenicë/Kosovska Kamenica, Kostadincë/Kostadince, Krajnidel/Kranidell, Kremenata I/Kremenata, Kremenata II/Kremenata, Krilevë/Kriljevo, Lisockë/Lisocka, Lajçiq/Ljajčić, Leshtar/Lještar, Ropotova i Vogël/Malo Ropotovo, Marevc/Marovce, Meshinë/Mešina, Miganovc/Miganovce, Moçare/Močare, Muçivërc/Mučivrce, Novosellë/Novo Selo, Hogosht/Ogošte, Hodonovc/Odanovce, Hodevc/Odevce, Rahovicë/Oraovica, Pançellë/Pančelo, Petrovc/Petrovce, Poliçkë/Polička, Rajanovc/Rajanovce, Ranillug/Ranilug, Robovc/Robovac, Rogaçicë/Rogačica, Svircë/Svirce, Sedllar/Sedlare, Strezovc/Strezovce, Strelicë/Strelica, Tirincë/Tirince, Tomanc/Tomance, Toponicë/Toponica, Tërstenë/Trstena, Tuxhevc/Tuđevce, Feriqevë/Firićeja, Carevc/Carevce, Çarakovc/Čarakovce et Shahiq/Šaić.